# Muszyn
Muszyn (niem. Moschenhof) – przysiółek wsi Gorzanów w Polsce, położony w województwie dolnośląskim, w powiecie kłodzkim, w gminie Bystrzyca Kłodzka.
W latach 1975–1998 przysiółek administracyjnie należał do województwa wałbrzyskiego.
Od XIV do XVI w. osada była własnością rodziny von Moschen.

## Zabytki
- Dwór Muszyn

## Galeria

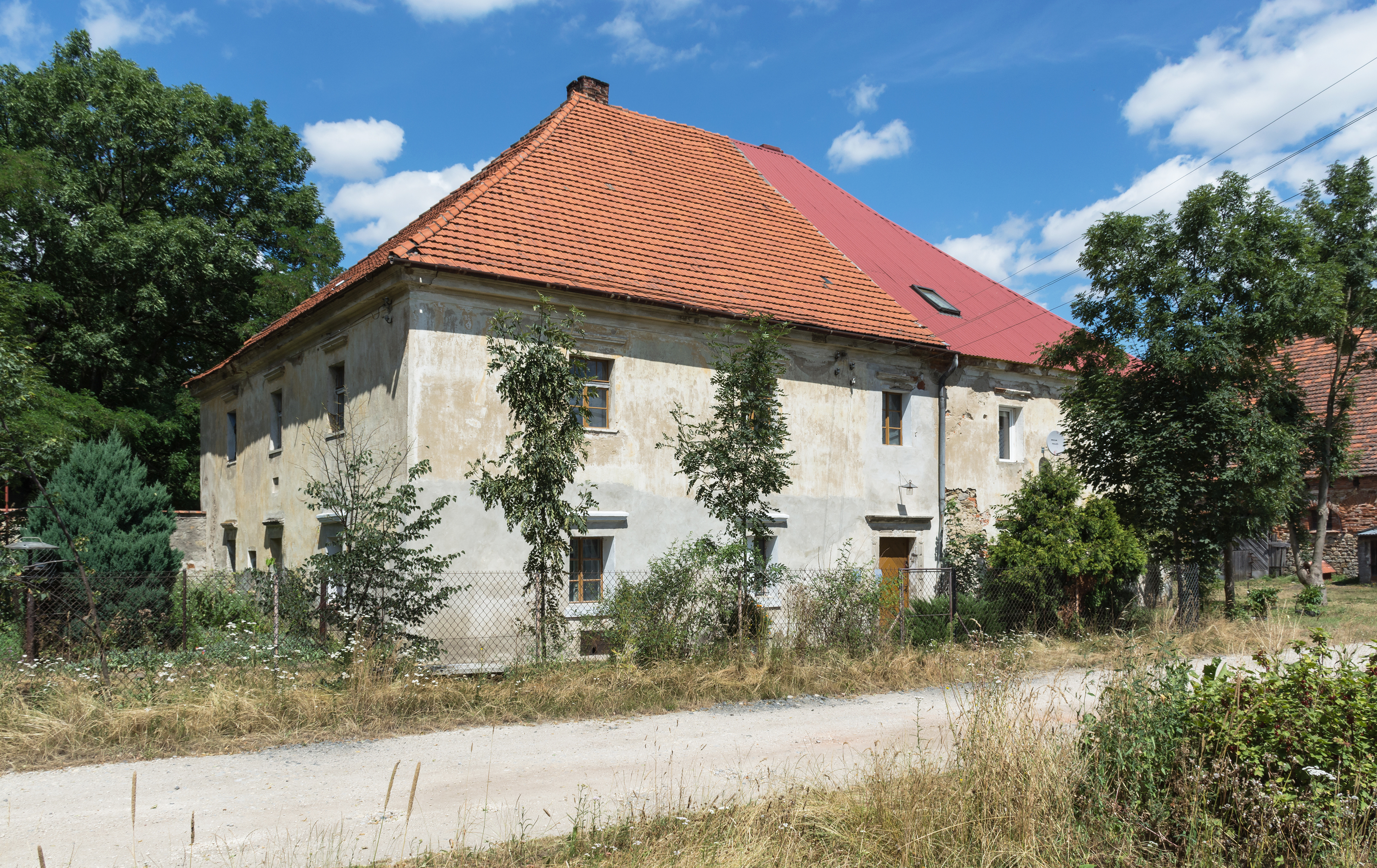
Dwór Muszyn w Gorzanowie
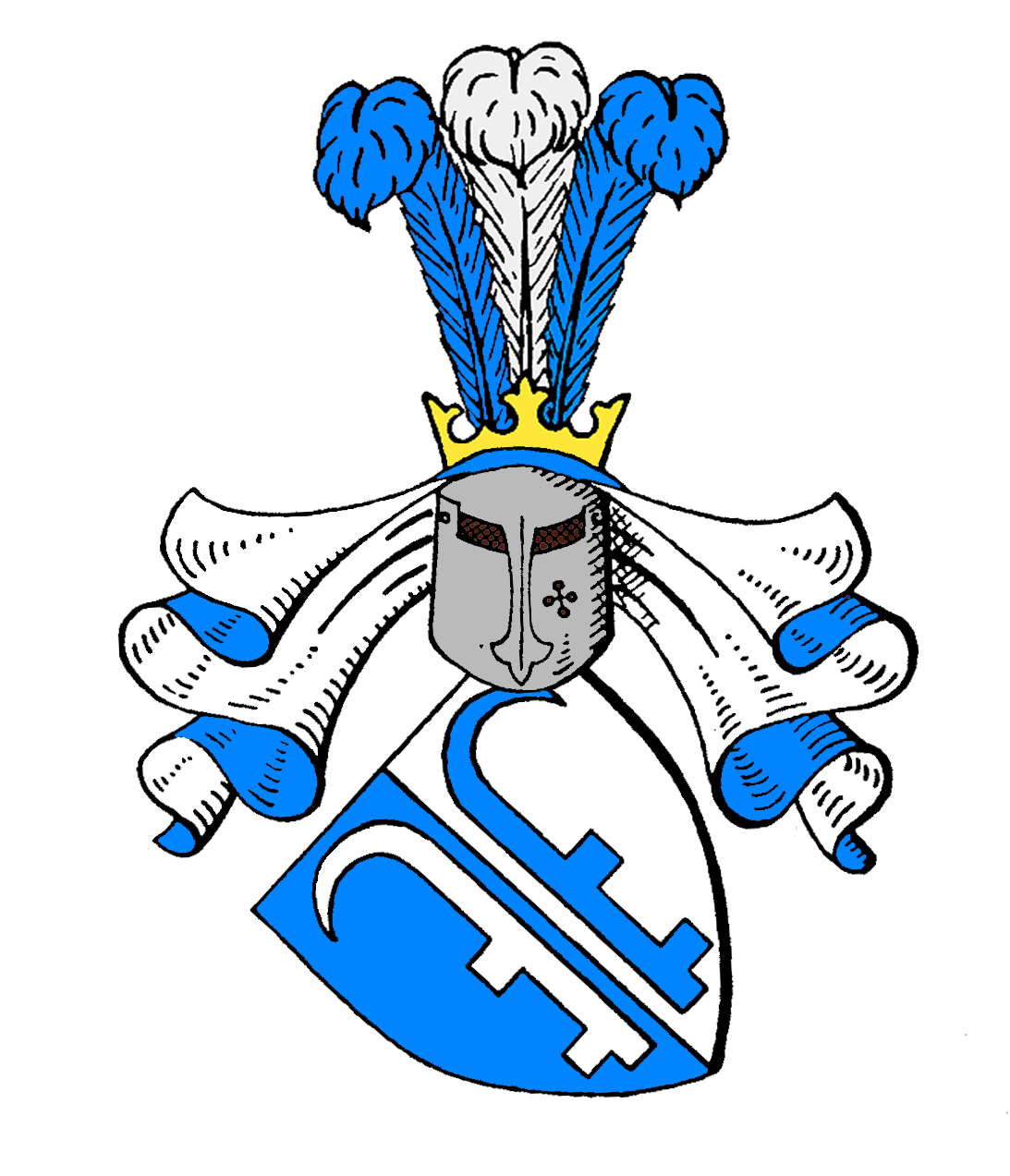
Herb rodziny Moschen